# Ljungs tegelbruk
AB Ljungs tegelbruk, som bildades 1918, var ett svenskt tegelbruk i Ljungs socken (från 1952 Vreta klosters landskommun) i Östergötland. Det tillverkade mursten, taktegel och dräneringsrör.

## Historik
Ljungs slott anlade ett eget tegelbruk vid mitten av 1700-talet. Detta låg öster om Ljungs kyrka vid Motala ström. En första ringugn byggdes 1887.  
Bruket levererade tegel till Norrköping och Linköping. En industribana ledde till Skarpåsens lastageplats, varifrån teglet fraktades vidare på Göta kanal. 
Tegelbruket hade från 1912 två stora ringugnar och en torkugn. År 1942 togs torkugnen och den ena ringugnen ur bruk. Bruket lades ned 1967. I dag återstår endast delar av industribebyggelsen och en torklada i två våningar samt den putsade gula matsalen, som tidigare var lokomobilhus. Det finns också kvar ett två våningars arbetarbostadshus i tegel från omkring 1839 med tidigare nio lägenheter, en disponentvilla ursprungligen från 1700-talet samt en smedja.
Ljungs tegelbruk gick 1946 upp i Förenade Tegelbruken i Linköping, som då drev Kallerstads tegelbruk. Efter det att Förenade Tegelbruken köpts 1957 av Sala Tegelbruks AB, lades Kallerstads tegelbruk ned 1966 och Ljungs tegelbruk 1967.